# Сухая Грязнуха
Сухая Грязнуха — река в России, протекает по Ростовской области. Устье реки находится в 95 км по левому берегу реки Средний Егорлык. Длина реки составляет 12 км, площадь водосборного бассейна 216 км².

## Данные водного реестра
По данным государственного водного реестра России относится к Донскому бассейновому округу, водохозяйственный участок реки — Маныч от истока до Пролетарского гидроузла, без рек Калаус и Егорлык, речной подбассейн реки — бассейн притоков Дона ниже впадения Северского Донца. Речной бассейн реки — Дон (российская часть бассейна).
Код объекта в государственном водном реестре — 05010500712107000017313.